# Esküllő község (Bihar megye)
Esküllő község (románul: Comuna Aștileu) község Bihar megyében, Romániában. Központja Esküllő, beosztott falvai Kalota, Keszteg, Körösbarlang.

## Népessége
A 2011-es népszámlálás adatai alapján a község népessége 3561 fő volt.